# Joachim Felsch
Joachim Felsch (* 18. September 1955 in Altenburg) ist ein deutscher Jurist. Er war vom 4. Juli 2001 bis 30. Juni 2021 Richter am Bundesgerichtshof.

## Leben
Auf Abitur in Landau in der Pfalz, Studium sowie erstes Staatsexamen 1979 in München folgten Felschs Referendarzeit und das zweite Staatsexamen 1982 in Hamburg. Seit 1983 war Felsch Richter in Hamburg, zunächst in verschiedenen Abteilungen des Amtsgerichts, überwiegend als Straf- und Jugendrichter, und daneben Prüfer in der damaligen einstufigen Hamburger Juristenausbildung. Von 1989 bis 1990 war Felsch an die Justizbehörde Hamburg als Aufsichtsreferent und Justiziar im Strafvollzugsamt abgeordnet. 1990 bis 1994 war Felsch Richter in Zivilsachen am Amtsgericht Hamburg-Altona, im Anschluss war er bis 1997 als wissenschaftlicher Mitarbeiter an den 1. Strafsenat des Bundesgerichtshofes abgeordnet. Nach seiner Rückkehr nach Hamburg war Felsch bis 2001 Mitglied des 2. Strafsenates des Hanseatischen Oberlandesgerichtes in Hamburg. 2001 wurde er zum Richter am Bundesgerichtshof gewählt. Seit Juli 2001 war Felsch Mitglied des IV. Zivilsenats (zuständig u. a. für Versicherungsvertragsrecht). Seit 1. Januar 2015 war er stellvertretender Vorsitzender dieses Senats. Er trat am 30. Juni 2021 in den Ruhestand.
Felsch ist Schriftleiter der versicherungsrechtlichen Fachzeitschrift Recht und Schaden. 
Er ist verheiratet und hat drei Kinder.

## Veröffentlichungen (Auswahl)
- Rechtsprobleme des fehlerhaften Verbindungsbeschlusses nach § 4 StPO. In: Neue Zeitschrift für Strafrecht 1996, S. 163–166.
- Zuhälter oder Schornsteinfeger? Gedanken zur „limitierten Tarnkappe“ des Verdeckten Ermittlers beim Betreten von Wohnungen nach § 110c S. 2 StPO. In: Strafverteidiger 1998, S. 285–291.
- Neuregelung von Obliegenheiten und Gefahrerhöhung. In: recht und schaden 2007, S. 485–497.
- Die neuere Rechtsprechung des IV. Zivilsenats des Bundesgerichtshofs zur Haftpflichtversicherung. In: recht und schaden 2008, S. 265–284.
- § 28 Versicherungsvertragsgesetz. In: Wilfried Rüffer, Dirk Halbach, Peter Schimikowski: Versicherungsvertragsgesetz. Handkommentar. 3. Auflage. Nomos, Baden-Baden 2015, ISBN 978-3-8487-1984-6, S. 274–370.